# Кадахи (Калифорния)
Кадахи (англ. Cudahy) — город на юго-востоке округа Лос-Анджелес, штат Калифорния. Кадахи занимает предпоследнее место по площади среди городов округа и одно из первых по плотности населения. Большую часть населения города составляют иммигранты-латиноамериканцы.

## История
Город назван в честь своего основателя, предпринимателя мясной промышленности Майкла Кадахи, который в 1908 году приобрел 11,2 км² земли ранчо Сан-Антонио. Статус города Кадахи получил 10 ноября 1960 года.

## География
Общая площадь города равняется 2,90 км². Высота центра населенного пункта — 37 метра над уровнем моря. Кадахи граничит с городами Белл на севере, Белл-Гарденсом на востоке, с Саут-Гейтом на юге и юго-западе и Хантингтон-Парком на западе.

## Демография
По данным переписи 2000 года, население Кадахи составляет 24 208 человек, 5 419 домохозяйств и 4 806 семей, проживающих в городе. Плотность населения равняется 8 345,3 чел/км². В городе 5 542 единицы жилья со средней плотностью 1 910,5 ед/км². Расовый состав города включает 43,14 % белых, 1,24 % чёрных или афроамериканцев, 1,28 % коренных американцев, 0,74 % азиатов, 0,17 % выходцев с тихоокеанских островов, 48,06 % представителей других рас и 5,37 % представителей двух и более рас. 94,14 % из всех рас — латиноамериканцы.
Из 5 419 домохозяйств 66,0 % имеют детей в возрасте до 18 лет, 57,6 % являются супружескими парами, проживающими вместе, 21,7 % являются женщинами, проживающими без мужей, а 11,3 % не имеют семьи. 8,1 % всех домохозяйств состоят из отдельных лиц, в 3,5 % домохозяйств проживают одинокие люди в возрасте 65 лет и старше. Средний размер домохозяйства составил 4,47, а средний размер семьи — 4,58.
В городе проживает 39,9 % населения в возрасте до 18 лет, 12,4 % от 18 до 24 лет, 32,3 % от 25 до 44 лет, 11,7 % от 45 до 64 лет, и 3,7 % в возрасте 65 лет и старше. Средний возраст населения — 24 года. На каждые 100 женщин приходится 97,7 мужчин. На каждые 100 женщин в возрасте 18 лет и старше приходится 97,4 мужчин.
Средний доход на домашнее хозяйство составил $29 040, а средний доход на семью $28 833. Мужчины имеют средний доход в $19 149 против $16 042 у женщин. Доход на душу населения равен $8 688. Около 26,4 % семей и 28,3 % всего населения имеют доход ниже прожиточного уровня, в том числе 34,1 % из них моложе 18 лет и 18,1 % от 65 лет и старше.